# Carol Dempster
Carol Dempster est une actrice américaine du cinéma muet, née le 9 décembre 1901 à Duluth, Minnesota, et morte le 1er février 1991 à La Jolla, Californie.

## Biographie
Elle étudie la danse avec Ted Shawn et Ruth Saint Denis à Los Angeles et est l'une du premier groupe de danseurs associés à la Denishawn School.

## Filmographie
- 1919 : Dans la tourmente (The Girl Who Stayed at Home de D. W. Griffith : Atoline France
- 1919 : Le Pauvre Amour (True Heart Susie), de D. W. Griffith : L'amie de Bettina
- 1919 : Le Calvaire d'une mère (Scarlet Days) de D.W. Griffith : Lady Fair
- 1919 : Le Roman de la vallée heureuse (A Romance of Happy Valley) de D. W. Griffith : Une fille de la ville
- 1920 : La Fleur d'amour (The Love Flower), de D. W. Griffith
- 1920 : À travers l'orage (Way Down East), de D. W. Griffith (non créditée)
- 1921 : La Rue des rêves (Dream Street), de D. W. Griffith : "Gypsy Fair"
- 1922 : Sherlock Holmes contre Moriarty, d'Albert Parker : Alice Faulkner
- 1922 : La Nuit mystérieuse (One Exciting Night), de D. W. Griffith
- 1924 : Pour l'indépendance (America), de D. W. Griffith
- 1924 : Isn't Life Wonderful de D. W. Griffith
- 1925 : Sally, fille de cirque (Sally of the Sawdust), de D. W. Griffith
- 1925 : Détresse (That Royle Girl), de D. W. Griffith